# George Barnes
George Barnes, A.S.C. (Pasadena, Califòrnia, 16 d'octubre de 1892 – Los Angeles, Califòrnia, 30 de maig de 1953) va ser un director de fotografia estatunidenc que treballà des de l'època del cinema mut fins a començaments de la dècada de 1950.

## Biografia
Va començar l'any 1919 amb Thomas Ince. Col·laborador de Gregg Toland, es va emancipar aviat de la seva tutela i treballa en registres molt variats.
En el transcurs de la seva carrera, va ser nominat per l'Oscar vuit vegades, incloent la seva feina en The Devil Dancer (1927) amb Gilda Gray i Clive Brook. Tanmateix, només el va guanyar un cop, per la seva feina en la pel·lícula d'Alfred Hitchcock Rebecca (1940).
Va morir amb 60 anys a Los Angeles, Califòrnia, després d'haver treballat com a mínim en 142 pel·lícules. És enterrat al Hollywood Forever Cemetery a Hollywood, Los Angeles, Califòrnia.
George Barnes va fer la fotografia de cinc de les pel·lícules de Joan Blondell. De fet, es van conèixer en "The Greeks had a Word for it" on ella té un paper protagonista. La seva relació és sovint intensa. En una entrevista, Joan Blondell explica que George Barnes la va curar de ser mentidera.
Entre 1933 i 1936 va estar casat amb Joan Blondell i és el pare del productor executiu de televisió Norman S. Powell. També té dues filles del seu matrimoni amb Melba Marhal Kruger: Barbara Ann Barnes (16 d'abril de 1940) i Georgene S. Barnes (7 de maig de 1942). També va estar casat amb Elizabeth Wood i va tenir un fill anomenat George Carlton Barnes. Després es va casar amb Margaret Atkinson, el 9 de juny de 1947.

## Filmografia
Les seves pel·lícules més destacades són:
- 1918 Vive la France ! de Roy William Neill
- 1919 Partners Three de Fred Niblo
- 1919 The Law of Men de Fred Niblo
- 1919 The Haunted Bedroom de Fred Niblo
- 1919 The Virtuous Thief de Fred Niblo
- 1919 Stepping Out de Fred Niblo
- 1919 What Every Woman learns de Fred Niblo
- 1919 Dangerous Hours de Fred Nibl
- 1920 The Woman in the Suitcase de Fred Niblo
- 1920 The False Road de Fred Niblo
- 1920 Hairpins de Fred Niblo
- 1920 Her Husband's Friend de Fred Niblo
- 1920 Silk Hosiery de Fred Niblo
- 1921 The Heart Line de Frederick A. Thomson
- 1921 The Bronze Bell de James W. Horne
- 1921 The Beautiful Gambler de William Worthington
- 1921 Opened Shutters de William Worthington
- 1922 Woman, Wake Up! de Marcus Harrison
- 1922 The Real Adventure de King Vidor
- 1922 Dusk to Dawn de King Vidor
- 1922 Conquering the Woman de King Vidor
- 1922 Peg o' My Heart, de King Vidor
- 1923 Alice Adams de Rowland V. Lee
- 1923 The Love Piker d'E. Mason Hopper
- 1923 Desire de Rowland V. Lee
- 1924 Yolanda de Robert G. Vignola
- 1924 Janice Meredith d'E. Mason Hopper
- 1925 Zander the Great de George William Hill
- 1925 The Teaser de William A. Seiter
- 1925 The Dark Angel de George Fitzmaurice
- 1925 The Eagle de Clarence Brown
- 1926 Mademoiselle Modiste de Robert Z. Leonard
- 1926 The Son of the Sheik de George Fitzmaurice
- 1926 The Winning of Barbara Worth- de Henry King
- 1927 The Night of Love de George Fitzmaurice
- 1927 Venus of Venice de Marshall Neilan
- 1927 The Magic Flame de Henry King
- 1927 The Devil Dancer de Fred Niblo
- 1928 Sadie Thompson de Raoul Walsh
- 1928 Two Lovers de Fred Niblo
- 1928 Our dancing daughters de Harry Beaumont
- 1928 The Awakening de Victor Fleming
- 1929 The Rescue  de Herbert Brenon
- 1929 Bulldog Drummond de F. Richard Jones
- 1929 This is Heaven d'Alfred Santell
- 1929 Condemned de Wesley Ruggles
- 1929 The Trespasser d'Edmund Goulding
- 1930 Raffles de George Fitzmaurice
- 1930 What a Widow d'Allan Dwan
- 1930 A Lady's Morals de Sidney Franklin
- 1930 The Devil to Pay! de George Fitzmaurice
- 1931 One Heavenly Night de George Fitzmaurice
- 1931 Five and Ten de Robert Z. Leonard
- 1931 Street Scene de King Vidor
- 1931 The Unholy Garden de George Fitzmaurice
- 1932 The Greeks Had a Word for Them de Lowell Sherman
- 1932 Polly of the Circus d'Alfred Santell
- 1932 The Wet Parade de Victor Fleming
- 1932 Society Girl - Sidney Lanfield
- 1932 Blondie of the Follies d'Edmund Goulding
- 1932 Sherlock Holmes de William K. Howard
- 1933 Broadway Bad de Sidney Lanfield
- 1933 Peg o' My Heart de Robert Z. Leonard
- 1933 Goodbye Again de Michael Curtiz
- 1933 Footlight Parade de Lloyd Bacon
- 1933 Havana Widows de Ray Enright
- 1934 Massacre d'Alan Crosland
- 1934 Gambling Lady d'Archie May
- 1934 He Was her Man de Lloyd Bacon
- 1934 Smarty de Robert Florey
- 1934 Dames de Ray Enright
- 1934 Kansas City Princess de William Keighley
- 1934 Flirtation Walk de Frank Borzage
- 1935 Gold Diggers of 1935 de  Busby Berkeley
- 1935 Traveling Saleslady de Ray Enright
- 1935 In Caliente de Lloyd Bacon
- 1935 Broadway Gondolier de Lloyd Bacon
- 1935 The Irish in Us de Lloyd Bacon
- 1935 I Live for Love de Busby Berkeley
- 1935 Stars Over Broadway de William Keighley
- 1936 The Singing Kid de William Keighley
- 1936 Love Begins at Twenty de Frank McDonald
- 1936 Cain and Mabel de Lloyd Bacon
- 1937 Black Legion d'Archie May
- 1937 Marked Woman de Lloyd Bacon
- 1937 The Prince and the Pauper de William Keighley
- 1937 Ever Since Eve de Lloyd Bacon
- 1937 Varsity Show de William Keighley
- 1937 The Barrier de Lesley Selander
- 1937 Hollywood Hotel de Busby Berkeley
- 1938 Love, Honor and Behave de Stanley Logan
- 1938 The Beloved Brat d'Arthur Lubin
- 1938 Gold Diggers in Paris de Ray Enright
- 1939 Devil's Island de William Clemens
- 1939 Jesse James de Henry King
- 1939 Stanley and Livingstone de Henry King
- 1939 Here I Am a Stranger de Roy Del Ruth
- 1939 Our Neighbors The Carters de Ralph Murphy
- 1940 Rebecca d'Alfred Hitchcock
- 1940 Free, Blonde and 21 de Ricardo Cortez
- 1940 Maryland de Henry King
- 1940 Girl from Avenue A d'Otto Brower
- 1940 The Return of Frank James de Fritz Lang
- 1941 Hudson's Bay d'Irving Pichel
- 1941 That Uncertain Feeling d'Ernst Lubitsch
- 1941 Meet John Doe de Frank Capra
- 1941 Ladies in Retirement de Charles Vidor
- 1941 Unholy Partners de Mervyn LeRoy
- 1941 Remember the Day de Henry King
- 1942 Sex Hygiene de John Ford
- 1942 Rings on her Fingers de Rouben Mamoulian
- 1942 Broadway de William A. Seiter
- 1942 Nightmare De Tim Whelan
- 1942 Lluna de mel (Once Upon a Honeymoon) de Leo McCarey
- 1943 Mr. Lucky de H. C. Potter
- 1944 Jane Eyre de Robert Stevenson
- 1944 Since You Went Away de John Cromwell
- 1944 Francesman's Creek de Mitchell Leisen
- 1944 None But the Lonely Heart de Clifford Odets
- 1945 The Spanish Main de Frank Borzage
- 1945 Spellbound d'Alfred Hitchcock
- 1945 The Bells of St-Mary's de Leo McCarey
- 1946 D'avui en endavant (From This Day Forward) de John Berry
- 1946 Germana Kenny de Dudley Nichols
- 1947 Sinbad the Sailor de Richard Wallace
- 1947 Mourning becomes Electra de Dudley Nichols
- 1948 The Emperor Waltz de Billy Wilder
- 1948 Good Sam de Leo McCarey
- 1948 No Minor Vices de Lewis Milestone
- 1948 The Boy with green hair de Joseph Losey
- 1948 Force of Evil d'Abraham Polonsky
- 1949 Samson and Delilah de Cecil B. DeMille
- 1950 The File of Thelma Jordon de Robert Siodmak
- 1950 Riding High de Frank Capra
- 1950 Let's Dance de Norman Z. McLeod
- 1950 Mr Music de Richard Haydn
- 1951 Here Comes the Groom de Frank Capra
- 1952 The Greatest Show on Earth de Cecil B. deMille
- 1952 Something to Live For de George Stevens
- 1952 Somebody loves me d'Irving Brecher
- 1952 Just for You d'Elliott Nugent
- 1952 Road to Bali de Hal Walker
- 1953 The War of the Worlds de Byron Haskin
- 1953 Little Boy Lost de George Seaton